# Singly na prvním místě v roce 1997 (USA)

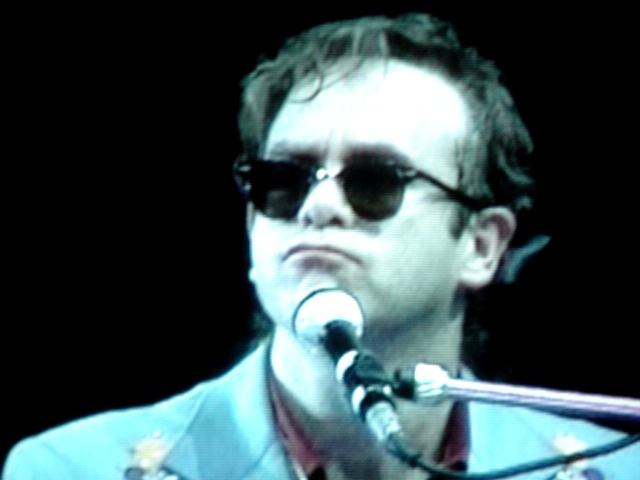
Elton John (80's)

Jedničky hitparády Hot 100 za rok 1997 podle časopisu Billboard.
| Datum vydání  | Píseň                                                              | Umělec                                       |
| 4. ledna      | Un-Break My Heart                                                  | Toni Braxton                                 |
| 11. ledna     | Un-Break My Heart                                                  | Toni Braxton                                 |
| 18. ledna     | Un-Break My Heart                                                  | Toni Braxton                                 |
| 25. ledna     | Un-Break My Heart                                                  | Toni Braxton                                 |
| 1. února      | Un-Break My Heart                                                  | Toni Braxton                                 |
| 8. února      | Un-Break My Heart                                                  | Toni Braxton                                 |
| 15. února     | Un-Break My Heart                                                  | Toni Braxton                                 |
| 22. února     | Wannabe                                                            | Spice Girls                                  |
| 1. března     | Wannabe                                                            | Spice Girls                                  |
| 8. března     | Wannabe                                                            | Spice Girls                                  |
| 15. března    | Wannabe                                                            | Spice Girls                                  |
| 22. března    | Can't Nobody Hold Me Down                                          | Puff Daddy feat. Ma$e                        |
| 29. března    | Can't Nobody Hold Me Down                                          | Puff Daddy feat. Ma$e                        |
| 5. dubna      | Can't Nobody Hold Me Down                                          | Puff Daddy feat. Ma$e                        |
| 12. dubna     | Can't Nobody Hold Me Down                                          | Puff Daddy feat. Ma$e                        |
| 19. dubna     | Can't Nobody Hold Me Down                                          | Puff Daddy feat. Ma$e                        |
| 26. dubna     | Can't Nobody Hold Me Down                                          | Puff Daddy feat. Ma$e                        |
| 3. května     | Hypnotize                                                          | The Notorious B.I.G.                         |
| 10. května    | Hypnotize                                                          | The Notorious B.I.G.                         |
| 17. května    | Hypnotize                                                          | The Notorious B.I.G.                         |
| 24. května    | MMMBop                                                             | Hanson                                       |
| 31. května    | MMMBop                                                             | Hanson                                       |
| 7. června     | MMMBop                                                             | Hanson                                       |
| 14. června    | I'll Be Missing You                                                | Puff Daddy a Faith Evans feat. 112           |
| 21. června    | I'll Be Missing You                                                | Puff Daddy a Faith Evans feat. 112           |
| 28. června    | I'll Be Missing You                                                | Puff Daddy a Faith Evans feat. 112           |
| 5. července   | I'll Be Missing You                                                | Puff Daddy a Faith Evans feat. 112           |
| 12. července  | I'll Be Missing You                                                | Puff Daddy a Faith Evans feat. 112           |
| 19. července  | I'll Be Missing You                                                | Puff Daddy a Faith Evans feat. 112           |
| 26. července  | I'll Be Missing You                                                | Puff Daddy a Faith Evans feat. 112           |
| 2. srpna      | I'll Be Missing You                                                | Puff Daddy a Faith Evans feat. 112           |
| 9. srpna      | I'll Be Missing You                                                | Puff Daddy a Faith Evans feat. 112           |
| 16. srpna     | I'll Be Missing You                                                | Puff Daddy a Faith Evans feat. 112           |
| 23. srpna     | I'll Be Missing You                                                | Puff Daddy a Faith Evans feat. 112           |
| 30. srpna     | Mo Money Mo Problems                                               | The Notorious B.I.G. feat. Puff Daddy a Ma$e |
| 6. září       | Mo Money Mo Problems                                               | The Notorious B.I.G. feat. Puff Daddy a Ma$e |
| 13. září      | Honey                                                              | Mariah Carey                                 |
| 20. září      | Honey                                                              | Mariah Carey                                 |
| 27. září      | Honey                                                              | Mariah Carey                                 |
| 4. října      | 4 Seasons of Loneliness                                            | Boyz II Men                                  |
| 11. října     | Candle in the Wind 1997 / Something About the Way You Look Tonight | Elton John                                   |
| 18. října     | Candle in the Wind 1997 / Something About the Way You Look Tonight | Elton John                                   |
| 25. října     | Candle in the Wind 1997 / Something About the Way You Look Tonight | Elton John                                   |
| 1. listopadu  | Something About the Way You Look Tonight / Candle in the Wind 1997 | Elton John                                   |
| 8. listopadu  | Something About the Way You Look Tonight / Candle in the Wind 1997 | Elton John                                   |
| 15. listopadu | Something About the Way You Look Tonight / Candle in the Wind 1997 | Elton John                                   |
| 22. listopadu | Something About the Way You Look Tonight / Candle in the Wind 1997 | Elton John                                   |
| 29. listopadu | Something About the Way You Look Tonight / Candle in the Wind 1997 | Elton John                                   |
| 6. prosince   | Something About the Way You Look Tonight / Candle in the Wind 1997 | Elton John                                   |
| 13. prosince  | Something About the Way You Look Tonight / Candle in the Wind 1997 | Elton John                                   |
| 20. prosince  | Something About the Way You Look Tonight / Candle in the Wind 1997 | Elton John                                   |
| 27. prosince  | Something About the Way You Look Tonight / Candle in the Wind 1997 | Elton John                                   |